# Iron Bridge
L'Iron Bridge è un ponte in ghisa che attraversa il fiume Severn nel Shropshire, in Inghilterra; è stato completato nel 1779 e inaugurato nel 1781. 
È il primo ponte metallico nella storia delle costruzioni, inaugurando la cosiddetta "architettura del ferro" e diventando un simbolo della prima rivoluzione industriale. È anche conosciuto come "ponte di Coalbrookdale", dal nome della vicina cittadina. Il vicino villaggio ha invece preso dal ponte il nome di Ironbridge, così come tutta l'area della valle circostante, denominata Gola di Ironbridge.

## Il progetto
L'area che circonda il ponte fu una delle prime zone dell'Inghilterra dove agli albori della rivoluzione industriale si producevano materiali ferrosi con modalità moderne per l'epoca. Il ponte sorse sia per rendere efficienti i collegamenti stradali, vitali per le nascenti attività industriali, sia per dare una dimostrazione delle potenzialità della produzione siderurgica.
Il progetto del ponte, di cui si conoscono diverse varianti, è attribuito all'architetto Thomas Farnolls Pritchard, sviluppato su un'idea di John Wilkinson, imprenditore e pioniere dell'industria siderurgica. Il 15 settembre 1775 si riunirono 13 persone, tra cui Pritchard, Wilkinson e Abraham Darby III (nipote di Abraham Darby che fu il primo a produrre in larga scala la ghisa utilizzando il carbon coke), e fu avviata una sottoscrizione per raccogliere i fondi necessari alla costruzione. La realizzazione dei componenti metallici avvenne a Coalbrookdale nella ferriera di Darby. Morto Pritchard, la costruzione fu diretta dallo stesso Darby.
In definitiva la paternità di quest'opera pionieristica e sorprendente, di volta in volta assegnata ad uno dei protagonisti, va equamente divisa tra i tre personaggi, tutte figure di rilievo nel panorama tecnico della prima rivoluzione industriale inglese.

## Il ponte
Il ponte di 30 m di luce ed un peso complessivo di 378 tonnellate è costituito da cinque nervature parallele ad arco di cerchio realizzate assemblando in opera componenti in ghisa di notevoli dimensioni, alcuni dei quali raggiungono 5 tonnellate di peso. Si tratta di semiarchi preparati in officina e collegati in cantiere nel punto di chiave per ottenere l'arco a tutto sesto. I componenti furono ottenuti con procedimenti di fusione in stampi di legno o di terra per quelli più grandi.
Lungo le nervature esterne è riportata la dicitura, in lettere maiuscole, this bridge was cast at Coalbrook = Dale and erected in the year MDCCLXXIX. 
Il ponte divenne subito famoso e suscitò l'attenzione dei tecnici di tutta l'Europa. La forma ad arco rivela la consapevolezza dei costruttori che la ghisa, come la pietra, poteva sopportare solo sforzi di compressione e non di trazione. Sovradimensionato strutturalmente, il ponte si è rivelato durevole e robusto, ma nel 1934 fu necessario escluderlo dalla circolazione veicolare, e nel Dopoguerra è stato restaurato.
Il transito era sottoposto al pagamento di un pedaggio presso un casello in muratura costruito nelle vicinanze.
Attualmente fa parte di un sistema museale che comprende tutti gli insediamenti industriali della prima età della rivoluzione industriale della zona, costituendo una notevole attrazione turistica; inoltre è stato incluso, con la Gola di Ironbridge, nella lista dei patrimoni dell'umanità dell'UNESCO.

## Galleria d'immagini

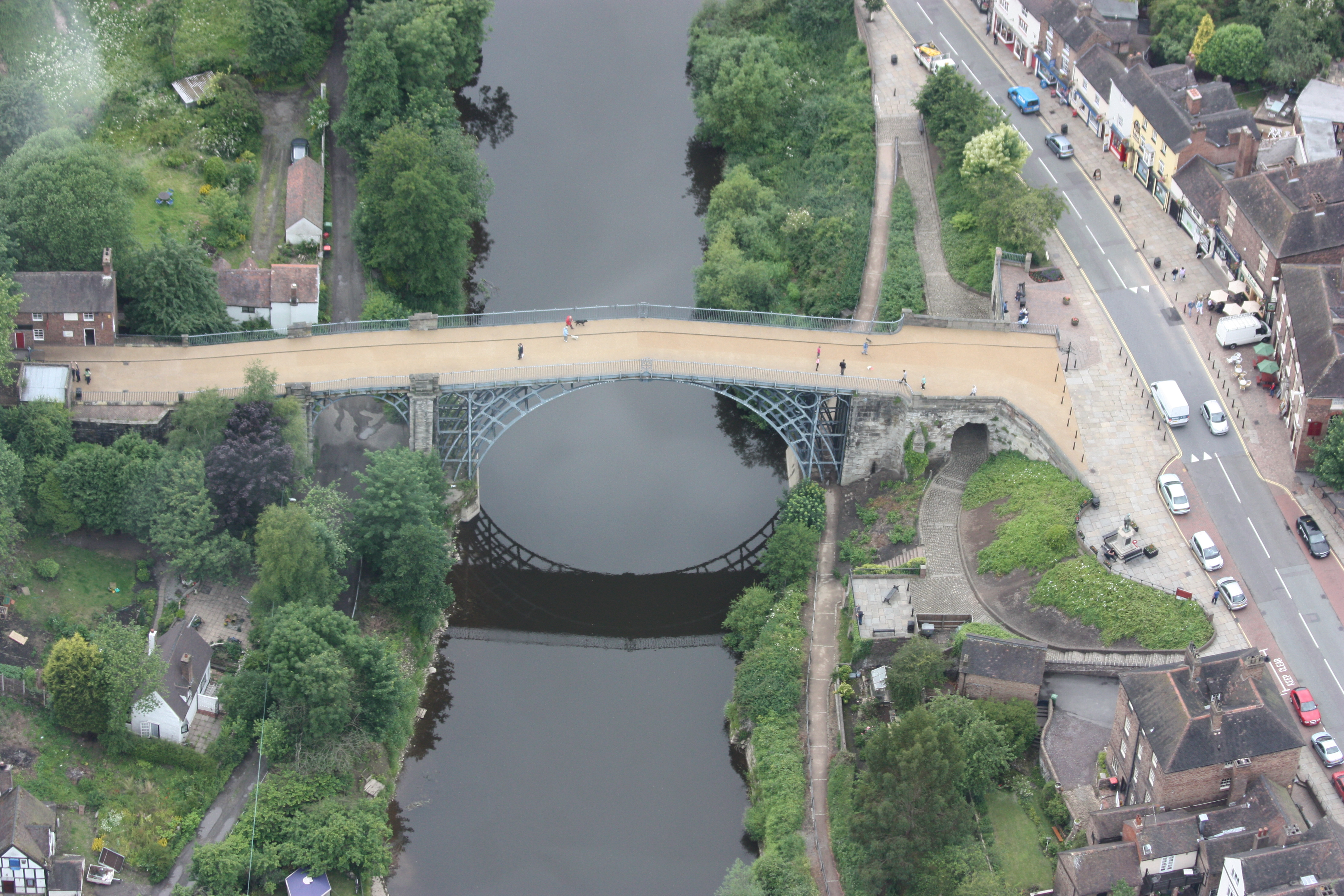
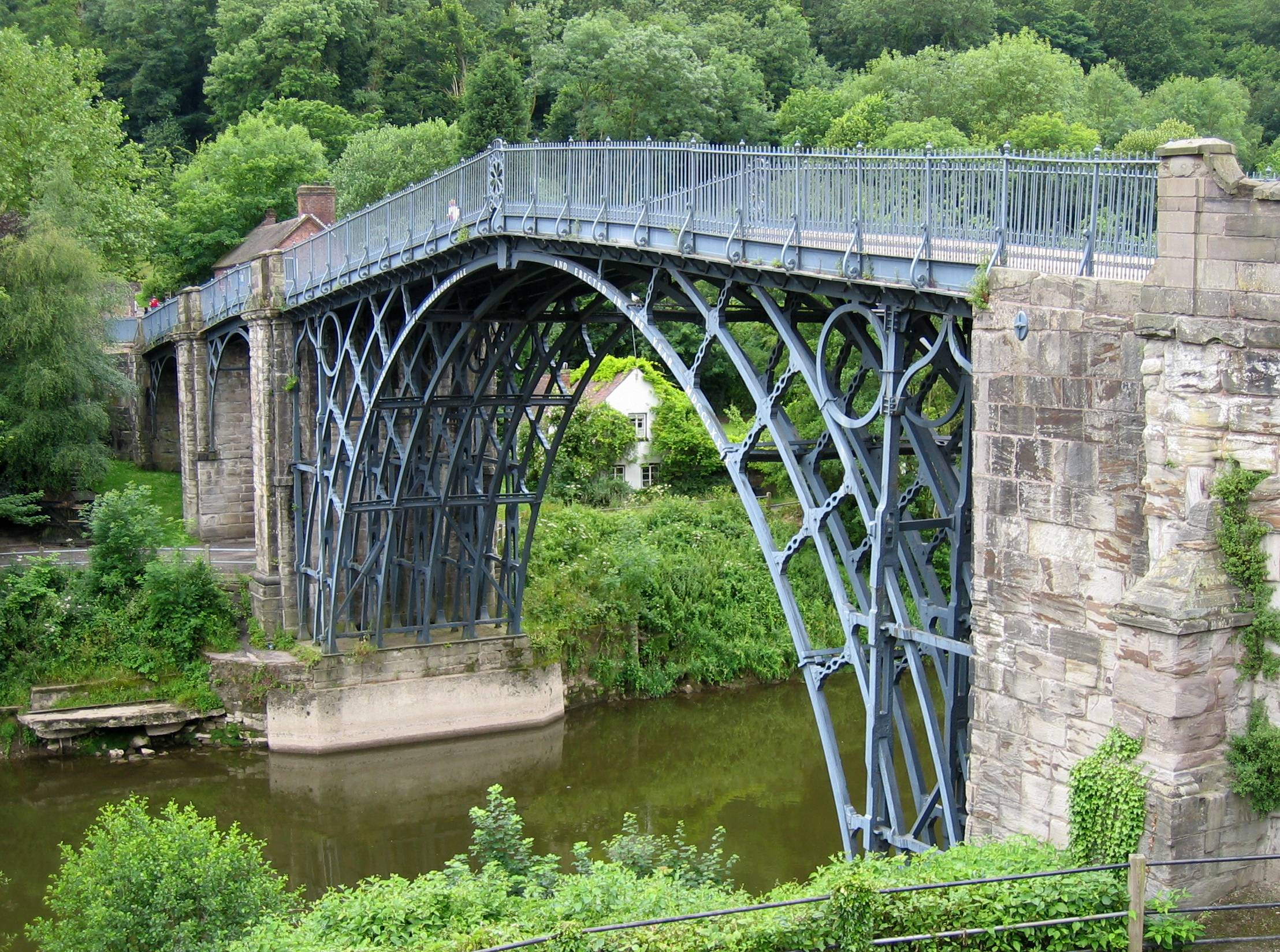
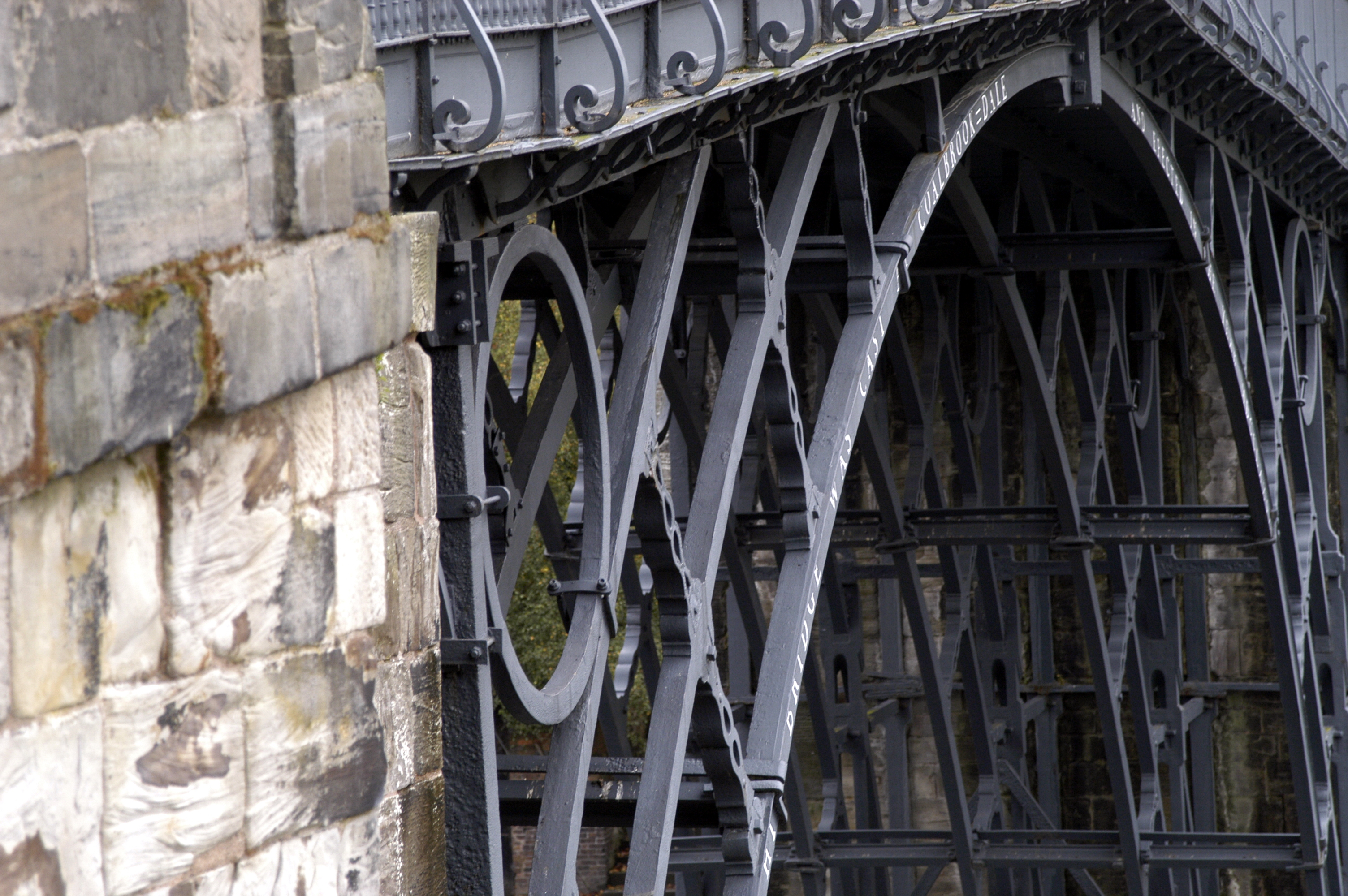
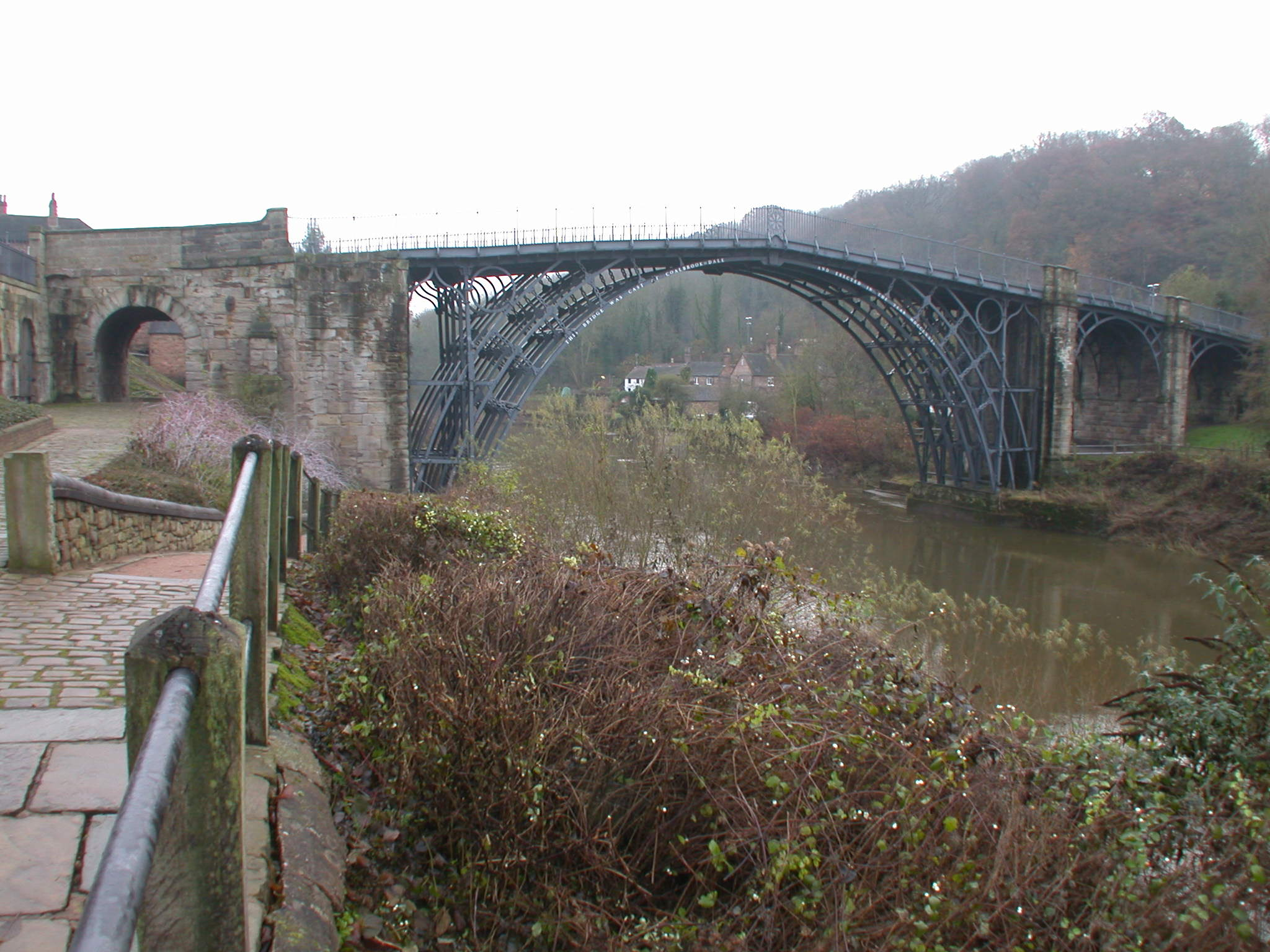